# Quart (récipient)
Pour les articles homonymes, voir Quart.
Le quart est un récipient alimentaire prévu pour contenir un quart de litre de liquide.

## Récipient militaire

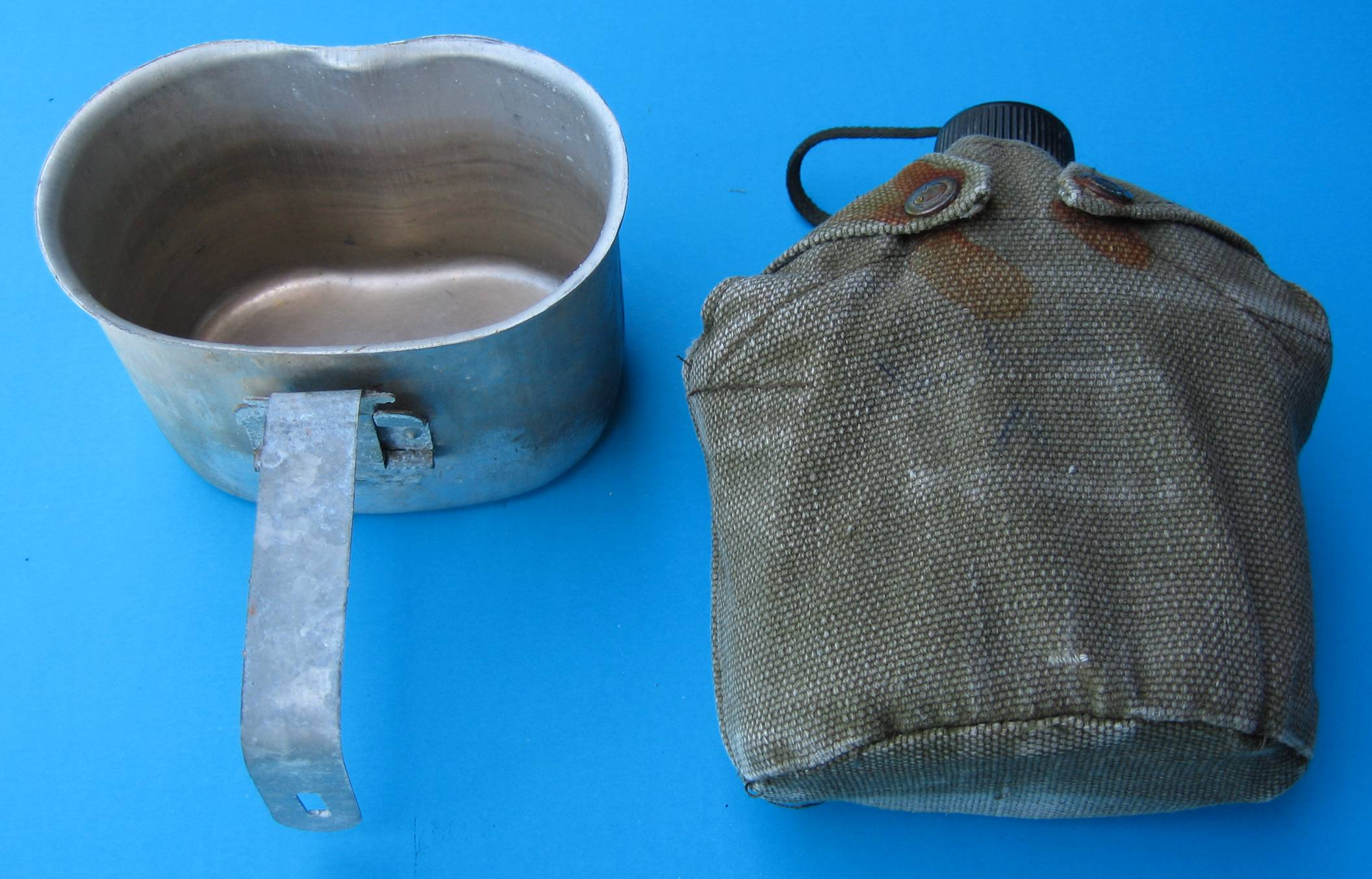
Quart et gourde de l’armée irakienne (années 2000).

Bien connu chez les militaires (français tout du moins), le quart, qui faisait d'ailleurs deux quarts de litre, était un gobelet d’aluminium muni de deux poignées de fil de fer qui s’emboîtait sous la gourde et dont l’officier de service se faisait un malin plaisir à trouver la minime trace de souillure pour avoir le motif d’une corvée.
Un autre modèle de quart se présente sous la forme d’une timbale ou tasse métallique munie d’une anse en forme d’anneau (armée de l’air année 1950-60).
Comme tout récipient, le quart  a évolué avec le temps et selon les origines.
- Dans l’armée américaine, le quart se fait en inox et en téflon,
- Dans l’armée britannique, le quart mesure 75 cl, s’adapte sur un réchaud spécial et est muni de poignées anti-brûlures pliables.

## Récipient de camping et de randonnée

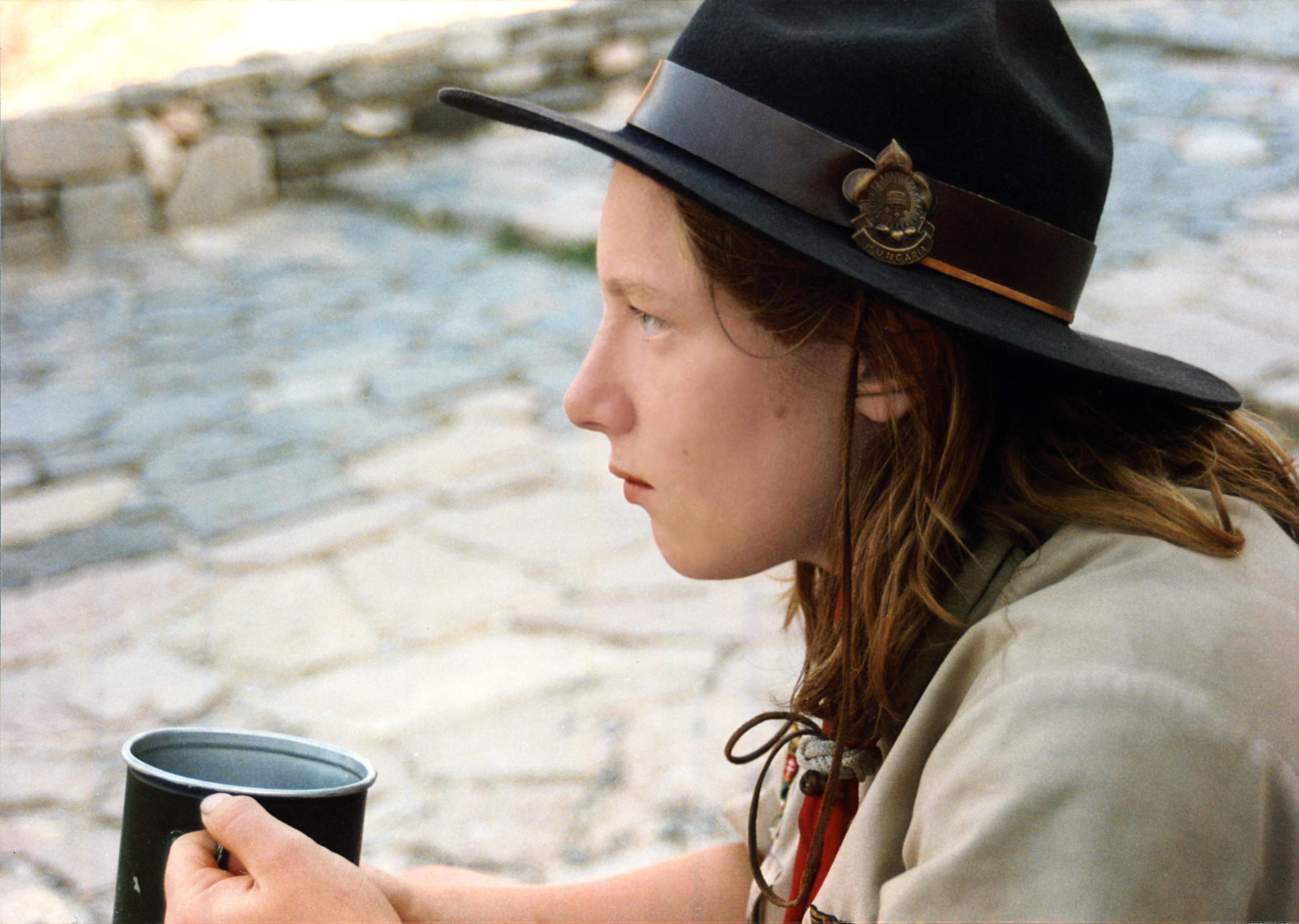
Une scoute allemande porteuse d'un quart.

Des quarts en aluminium sont couramment utilisés pour le scoutisme, le camping et la randonnée. Disponibles dans les magasins d'équipement de randonnée, il en existe plusieurs modèles, entre la tasse à anse d'un quart de litre, la tasse cylindrique à anse double d'un tiers de litre et le quart militaire d'un demi-litre.